# Pierre Willermoz
Pour les articles homonymes, voir Willermoz.
Pierre Willermoz, né le 17 mai 1767 à Lyon et mort le 12 janvier 1810, est un médecin français, neveu du franc-maçon Jean-Baptiste Willermoz.

## Biographie
Né à Lyon le 17 mai 1767, Pierre Claude Catherin est le fils de Pierre-Jacques Willermoz et de Jeanne-Marie Myèvre. Médecin comme son père, il fait comme lui ses études à Montpellier. Revenu à Lyon en 1789, il est agrégé au Collège des médecins et nommé professeur d'anatomie. Incorporé dans les armées de la Révolution, il est envoyé en 1792 comme médecin à l'armée du Nord et nommé ensuite médecin en chef par intérim aux armées de Moselle et d’Italie. Il est définitivement démobilisé en 1796 après avoir occupé les fonctions de médecin chef de l'hôpital militaire de Lyon.
En 1794, il figure parmi les quatre médecins suppléants de l'Hôtel-Dieu de Lyon. Son oncle, Jean-Baptiste Willermoz, le réformateur de la franc-maçonnerie, en était alors un des recteurs. En 1801, Pierre Willermoz est nommé l’un des médecins-chef de l’Hôtel-Dieu, poste qu’il occupe jusqu’à sa mort.
Il meurt le 12 janvier 1810, à Lyon, d’un « squirrhe [cancer] du pylore ».

### Sociétés savantes
Pierre Willermoz est membre de l'Athénée de Lyon rétabli le 24 messidor an VIII (12 juillet 1800), ainsi que de la Société d'agriculture de Lyon.